# سیاه‌گوش (صورت فلکی)
سیاه‌گوش معادل لاتین:Lyn مساحت:۵۴۵ درجه مربع

## افسانه
این صورت فلکی در سال ۱۶۸۷ به وسیله یوهانس هولیوس به وجود آمد تا قسمت‌های خالی جنوب غربی دب اکبر و صورت فلکی مجاور یعنی شیر کوچک را بپوشاند. او ستارگان ضعیف این منطقه را وقتی معرفی کرد نوشت: «اگر بخواهیم آنها را رصد کنیم باید چشمانی همچون سیاه‌گوش داشته باشیم» و به همین لحاظ این صورت فلکی نام سیاه‌گوش گرفت.

## ستاره‌ها
ستاره آلفای سیاهگوش دارای طیف K7 III با قدر ۳٫۱ و فاصله ۱۶۵ سال نوری است. ستاره ۳۸ سیاهگوش، دومین ستاره درخشان از نوع F5 V و قدر ۴٫۰ و به فاصله ۴۶ سال نوری است.

## اجرام عمقی آسمان
1. NGC2683(یک کهکشان مارپیچ قدر ۱۰)